# 霍普金斯縣 (肯塔基州)
霍普金斯縣（英語：Hopkins County）位美國肯塔基州西部產煤區的一個縣。面積1,435平方公里。根据美國2000年人口普查，共有人口46,519人。縣治麥迪遜城（Madisonville）。
成立於1806年12月9日，1807年5月1日生效。縣名紀念美國獨立戰爭時期軍人、聯邦眾議員薩謬爾·霍普金斯。